# Капская рыба-кабан
Капская рыба-кабан, или южноафриканская рыба-кабан (лат. Pentaceros capensis), — вид лучепёрых рыб из семейства вепревых (Pentacerotidae).

## Внешний вид и строение
Тело сжато с боков, высокое, покрыто ктеноидной чешуёй. Голова покрыта панцирем из грубых бороздчатых костей. Зубы на челюстях расположены полосками, отсутствуют на нёбе. Боковая линия выгибается вверх в средней части тела. Грудные плавники длинные с более длинными верхними лучами. Хвостовой плавник с небольшой выемкой. Верхний плавник высокий. Длина тела до 35 см. Жёстких лучей в спинном плавнике 12—13, мягких 12—13, жёстких лучей в анальном плавнике 4—9, мягких 7—9. Окрас коричневый.

## Распространение и места обитания
Встречается от юго-восточной Атлантики до западной части Индийского океана: от Port Nolloth, Южная Африка, к югу от Мозамбика и Реюньона на континентальном шельфе на глубине от 70 до 300.

## Взаимодействие с человеком
Охранный статус капской рыбы-кабана не определен, для людей она безвредна, является объектом мелкого коммерческого промысла.